# Coronado-szigetek
A Coronado-szigetek (spanyolul Islas Coronado) egy 4 szigetből álló szigetcsoport a Csendes-óceánban, 13,5 km-re Mexikó, 18 km-re az USA partjaitól. Közigazgatásilag a mexikói Alsó-Kalifornia állam Tijuana községéhez tartozik. Lakossága mindössze egy kis katonai telepből és a világítótornyokat működtető néhány fős személyzetből áll.

## Leírás
A szigetcsoport 4 szigete a következő:
| Sziget neve                         | Terület (hektár) | Legmagasabb pont (m) |
| ----------------------------------- | ---------------- | -------------------- |
| Északi-Coronado (Coronado Norte)    | 48               | 153                  |
| Cukorsüveg-sziget (Pilón de Azúcar) | 7                | 33                   |
| Középső-Coronado (Coronado Central) | 14               | 32                   |
| Déli-Coronado (Coronado Sur)        | 183              | 220                  |

A déli sziget kivételével nincsenek kikötésre alkalmas öblök (az északin csónakok tudnak kikötni), ezek a szigetek jórészt kopárak, csak ritka növényzet fedi a sziklákat. A déli szigeten világítótornyok épültek fel: mindegyik végén egy-egy. A tornyok 30 naponként leváltott személyzetének lakóépületei 1931-ben épültek. Ugyancsak 30 naponta váltják le az itt táborozó katonai helyőrséget is. A szigeten való kikötéshez a Mexikói Haditengerészet engedélye szükséges.
A déli szigeten felépült egy olyan település is, ahol állandó lakók élnek, 2005-ben például 270 fő, azonban 2010-re számuk 4 főre csökkent.

## Története
A szigetcsoportnak először Juan Rodríguez Cabrillo adott nevet 1542-ben: ő Islas Desiertasnak (,,Kopár Szigetek") nevezte, majd 1602-ben Sebastián Vizcaíno Cuatro Coronadosnak (,,Négy Koronázott/Koszorúzott"). Később a szigetcsoportot illetve az egyes szigeteket az alábbi neveken is emlegették: Los Obispos (,,A Püspökök"), El Sarcófago (,,A Szarkofág"), Islas del Muerto (,,A Holtak Szigetei"), Isla de Cortés (,,Cortés szigete"), Corpus Christi (,,Krisztus teste"), Isla de la Momia (,,A Múmia Szigete"), Islote Chico de Enmedio, Islote Grande de Enmedio és Los Centinelas de la Bahía de San Diego (,,A San-Diegoi-öböl őrszemei").
Az USA-beli szesz- és szerencsejátéktilalom idején az amerikai Fred Hamilton és társa, egy tijuanai üzletember, Mariano Escobedo engedélyt kapott a mexikói kormánytól a Déli-Coronado-szigeten egy kaszinó és hotelek működtetésére, de 1934-ben a kaszinókat központilag betiltották, így ez is megszűnt. Bár 1935-ben a befektetők azzal próbálták menteni vállalkozásukat, hogy Los Angelesből ingyenes hajóutazást biztosítottak a szigetre, zenével, tánccal és egyéb turistacsalogató dolgokkal, ez a kísérletük is sikeretelen maradt a sziget idegenforgalmának megtartására.
Ezután a kaszinó és a hotel épületeit a mexikói haditengerészet (és halászok) vették birtokba, azonban 1983-ban az El Niño akkora pusztítást végzett a szigeteken, hogy az épületek is használhatatlanná váltak, ma már csak cölöpök emlékeztetik a látogatót arra, hogy mi állt itt egykor. Közelében egy kis kikötő épült helikopterleszállóval, ahol a szigeten dolgozó személyzet ellátását szállító hajók köthetnek ki.
1943. június 28-án az amerikaiak tengeralattjárók elleni háborút szimuláltak gyakorlat céljából a szigetek környékén, ám a gyakorlat végén az USS PC 815 hajó parancsnoka, Ronald Hubbard úgy döntött, hogy valódi tüzet nyit a szigetre, figyelmen kívül hagyva, hogy ez mexikói terület és lakói is vannak. A mexikói kormány tiltakozott, ennek hatására Hubbardot megfosztották a parancsnokságtól és figyelmeztetésben részesült.

## Élővilág
Az északi és déli sziget jellemző növényei a különböző kaktuszfélék és kövirózsák, a tengeri szépecske (Coreopsis maritima) és a Marah macrocarpus nevű vaduborka.
A madárvilágot a sirályok, pelikánok, szulafélék és viharmadárfélék képviselik.
A hüllők és kétéltűek 10 faja él itt, legfigyelemreméltóbb a Crotalus caliginis nevű csörgőkígyó, mely csak itt él a déli szigeten, de jellegzetes a Pituophis catenifer coronalis nevű kígyó is, mely madártojásokkal és rágcsálókkal táplálkozik, valamint az Elagria nana nevű kajmánféle, mely kizárólag itt él (a déli és az északi szigeten).
Az emlősök közül gyakoriak a fókák, szárazon csak nyulak és egerek élnek.

## Fordítás
- Ez a szócikk részben vagy egészben  az   Islas Coronado című spanyol Wikipédia-szócikk ezen változatának fordításán alapul.  Az eredeti cikk szerkesztőit annak laptörténete sorolja fel. Ez a jelzés csupán a megfogalmazás eredetét és a szerzői jogokat jelzi, nem szolgál a cikkben szereplő információk forrásmegjelöléseként.
- Ez a szócikk részben vagy egészben  a   Coronado Islands című angol Wikipédia-szócikk ezen változatának fordításán alapul.  Az eredeti cikk szerkesztőit annak laptörténete sorolja fel. Ez a jelzés csupán a megfogalmazás eredetét és a szerzői jogokat jelzi, nem szolgál a cikkben szereplő információk forrásmegjelöléseként.